# Lema de Thue
El lema de Thue , en l'aritmètica modular, estableix que cada nombre enter modular es pot representar per una "fracció modular" de manera que el numerador i el denominador tinguin valors absoluts no superiors a l'arrel quadrada del mòdul.
Més concretament, sosté que per a cada parell de nombres enters (a, m) amb m > 1, donats dos nombres enters positius X i Y tals que X ≤ m < XY, hi ha dos nombres enters x i y tals que  {\displaystyle ay\equiv x{\pmod {m}}} i {\displaystyle |x|<X,\quad 0<y<Y.}
Normalment, es pren X i Y com el nombre enter més petit més gran que l'arrel quadrada de m, però la forma general de vegades és útil i fa que el teorema de la unicitat sigui més fàcil d'enunciar.
La primera prova coneguda s'atribueix a Axel Thue que va utilitzar un argument del principi de les caselles. Es pot utilitzar per demostrar el teorema de Fermat sobre la suma de dos quadrats prenent m com un p primer que és congruent amb 1 mòdul 4 i prenent a per satisfer a 2 + 1 ≡ 0 mod p . (Aquesta " a " està garantida per a " p " pel teorema de Wilson. )